# París-Niza 1988
La París-Niza 1988 fue la edición número 46 de la carrera, que estuvo compuesta de siete etapas disputados del 8 al 13 de marzo de 1988. Los ciclistas completaron un recorrido de 1.111 km con salida en Villefranche-sur-Saône y llegada a Col d'Èze, en Francia. La carrera fue vencida por el irlandés Sean Kelly, que fue acompañado en el podio por el francés Ronan Pensec y el español Julián Gorospe. 
El tradicional prólogo es eliminado, ya que los reglamentos de la UCI no permitían más de 6 días de competición. En su lugar se hizo una Challenge París-Niza. Esta exhibición fue una contrarreloj por equipos la que decidió quién llevaba el maillot blanco de líder durante la primera etapa. El honor recayó en Jean-François Bernard.
Stephen Roche tomó parte en esta Challenge y en la presentación del día siguiente pero al final no disputó la prueba siendo sustituido por Eddy Schepers. Este evento solo lo recogió el diario Sport. Esto provocó que el diario oficioso de la prueba, France-Soir, rompiera relaciones con la organización desde 1989.

## Resultados de las etapas
| Etapa                  | Fecha       | Recorrido                            | km     | Ganador          | Líder      |
| ---------------------- | ----------- | ------------------------------------ | ------ | ---------------- | ---------- |
| 1.ª etapa              | 8 de marzo  | Villefranche-sur-Saône-Saint-Étienne | 194 km | Sean Yates       | Sean Yates |
| 2.ª etapa              | 9 de marzo  | Saint-Étienne-Valréas                | 200 km | Soren Lilholt    | Sean Yates |
| 3.ª etapa              | 10 de marzo | Salon-de-Provence-Mont Faron         | 179 km | Andy Hampsten    | Sean Yates |
| 4.ª etapa              | 11 de marzo | Toulon-Saint-Tropez                  | 175 km | Etienne de Wilde | Sean Kelly |
| 5.ª etapa              | 12 de marzo | Saint-Tropez-Mandelieu-la-Napoule    | 167 km | Patrice Esnault  | Sean Kelly |
| 6.ª etapa, 1.er sector | 13 de marzo | Mandelieu-la-Napoule-Niza            | 100 km | Andreas Kappes   | Sean Kelly |
| 6.ª etapa, 2.º sector  | 13 de marzo | Niza-Col d'Èze (CRI)                 | 10 km  | Sean Kelly       | Sean Kelly |

## Etapas

### 1.ª etapa
8-03-1988. Villefranche-sur-Saône-Saint-Étienne, 194 km.
|   | Ciclista         | Equipo     | Tiempo     |
| - | ---------------- | ---------- | ---------- |
| 1 | Sean Yates       | Fagor-MBK  | 5h 37' 10" |
| 2 | Bruno Wojtinek   | Z-Peugeot  | + 2' 12"   |
| 3 | Etienne de Wilde | Sigma-Fina | m. t.      |

### 2.ª etapa
9-03-1988. Saint-Étienne-Valréas 200 km.
|   | Ciclista         | Equipo       | Tiempo     |
| - | ---------------- | ------------ | ---------- |
| 1 | Soren Lilholt    | Sigma-Fina   | 4h 47' 10" |
| 2 | Sean Kelly       | Kas-Canal 10 | + 1' 12"   |
| 3 | Etienne de Wilde | Sigma-Fina   | m. t.      |

### 3.ª etapa
10-03-1988. Salon-de-Provence-Mont Faron 179 km.
Al final de la etapa, la organización le da el maillot blanc a Sean Kelly hasta que los comisarios se dan cuenta de que Sean Yates ha podido mantener el liderato.
|   | Ciclista      | Equipo       | Tiempo     |
| - | ------------- | ------------ | ---------- |
| 1 | Andy Hampsten | 7 Eleven     | 4h 50' 47" |
| 2 | Sean Kelly    | Kas-Canal 10 | + 27"      |
| 3 | Pascal Simon  | Z-Peugeot    | m. t.      |

### 4.ª etapa
11-03-1988. Toulon-Saint-Tropez, 175 km.
Ara sí, Sean Yates perd el maillot blanc en favor de Sean Kelly.
|   | Ciclista         | Equipo                | Tiempo     |
| - | ---------------- | --------------------- | ---------- |
| 1 | Etienne de Wilde | Sigma-Fina            | 4h 32' 10" |
| 2 | Sean Kelly       | Kas-Canal 10          | m. t.      |
| 3 | Janusz Kuum      | ADR-Mini-Fiat-Enerday | m. t.      |

### 5.ª etapa
12-03-1988. Saint-Tropez-Mandelieu-la-Napoule, 167 km.
|   | Ciclista        | Equipo                | Tiempo     |
| - | --------------- | --------------------- | ---------- |
| 1 | Patrice Esnault | R.M.O.-Mavic-Liberia  | 4h 47' 09" |
| 2 | Bruno Cornillet | Z-Peugeot             | + 10"      |
| 3 | Eddy Planckaert | ADR-Mini-Fiat-Enerday | + 15"      |

### 6.ª etapa,1.ersector
13-03-1988. Mandelieu-la-Napoule-Niza, 100 km.
|   | Ciclista               | Equipo    | Tiempo     |
| - | ---------------------- | --------- | ---------- |
| 1 | Andreas Kappes         | Toshiba   | 2h 29' 35" |
| 2 | Malcolm Elliott        | Fagor-MBK | m. t.      |
| 3 | Manuel Jorge Domínguez | BH Sport  | m. t.      |

### 6.ª etapa, 2.º sector
13-03-1988. Niza-Col d'Èze, 10 km. CRI
|   | Ciclista       | Equipo       | Tiempo  |
| - | -------------- | ------------ | ------- |
| 1 | Sean Kelly     | Kas-Canal 10 | 20' 11" |
| 2 | Ronan Pensec   | Z-Peugeot    | + 2"    |
| 3 | Julián Gorospe | Reynolds     | + 11"   |

## Clasificaciones finales

### Clasificación general
| Pos. | Ciclista       | Equipo                | Tiempo      |
| ---- | -------------- | --------------------- | ----------- |
|      | Sean Kelly     | Kas-Canal 10          | 27h 27' 01" |
| 2    | Ronan Pensec   | Z-Peugeot             | + 18"       |
| 3    | Julián Gorospe | Reynolds              | + 36"       |
| 4    | Pascal Simon   | Système U             | + 1' 20"    |
| 5    | Laurent Fignon | Système U             | + 2' 08"    |
| 6    | Luc Leblanc    | Toshiba               | + 2' 46"    |
| 7    | Peter Hilse    | Teka                  | + 2' 52"    |
| 8    | Álvaro Pino    | BH Sport              | m. t.       |
| 9    | Robert Millar  | Fagor-MBK             | + 3' 03"    |
| 10   | Janusz Kuum    | ADR-Mini-Fiat-Enerday | + 3' 30"    |